# Loxosoma sluiteri
Loxosoma sluiteri är en bägardjursart som beskrevs av Harmer 1915. Loxosoma sluiteri ingår i släktet Loxosoma och familjen Loxosomatidae. Inga underarter finns listade i Catalogue of Life.